# Baie et cap d'Antibes - îles de Lerins
Baie et cap d'Antibes - îles de Lerins este o arie protejată (sit de importanță comunitară — SCI) din Franța întinsă pe o suprafață de 13.597,69 ha, integral pe uscat.

## Localizare
Centrul sitului Baie et cap d'Antibes - îles de Lerins este situat la coordonatele 43°34′08″N 7°05′58″E / 43.56889°N 7.09944°E.

## Înființare
Situl Baie et cap d'Antibes - îles de Lerins a fost declarat arie specială de conservare în baza directivei 92/43 din 1992 referitoare la conservarea habitatelor naturale și a faunei și florei sălbatice pentru a proteja 7 specii de animale.

## Biodiversitate
Situată în ecoregiunea mediteraneană, aria protejată conține 18 habitate naturale: Straturi cu Posidonia (Posidonion oceanicae), Recifuri, Golfuri mici largi și golfuri puțin adânci, Bancuri de nisip acoperite în permanență slab de apă marină, Salicornia și alte specii anuale care populează regiunile mlăștinoase și nisipoase, Pășuni mediteraneene udate de apa mării (Juncetalia maritimi), Tufărișuri halofile mediteraneene și termo-atlantice (Sarcocornetea fruticosi), Tufărișuri halo-nitrofile (Pegano-Salsoletea), Faleze cu vegetație de Limonium spp. endemic de pe coastele mediteraneene, Păduri de Quercus ilex și Quercus rotundifolia, Vegetație anuală la limita mareei, Peșteri marine scufundate complet sau parțial, Terase mlăștinoase și terase nisipoase neacoperite de apă la reflux, Lagune de coastă, Pseudostepă cu ierburi și specii anuale de Thero-Brachypodietea, Formațiuni scunde de Euphorbia în apropierea falezelor, Păduri de Olea și Ceratonia, Păduri de pin mediteraneene cu pini mezogeni endemici.
La baza desemnării sitului se află mai multe specii protejate:
- mamifere (2): liliac cu aripi lungi (Miniopterus schreibersii), delfin mare (Tursiops truncatus)
- nevertebrate (3): croitorul mare al stejarului (Cerambyx cerdo), Euplagia quadripunctaria, rădașcă (Lucanus cervus)
- reptile (2): Caretta caretta, Euleptes europaea

Pe lângă speciile protejate, pe teritoriul sitului au mai fost identificate 1 specie de păsări.